# ألان فورد
ألان فورد (بالإنجليزية: Alan Ford)‏ هو مهندس وسباح أمريكي، ولد في 7 ديسمبر 1923 في بنما في بنما، وتوفي في 3 نوفمبر 2008 في ساراسوتا في الولايات المتحدة بسبب نفاخ رئوي.

## روابط خارجية
- ألان فورد على موقع الاتحاد الدولي للسباحة (الإنجليزية)
- ألان فورد على موقع قاعة مشاهير السباحة العالمية (الإنجليزية)
- ألان فورد على موقع أوليمبيديا (الإنجليزية)